# Ludwig Bang
Ludwig Friederich Carl Bang (* 24. Januar 1857 in Doberan; † 9. März 1944 ebenda) war ein deutscher Historien- und Genremaler.

## Leben

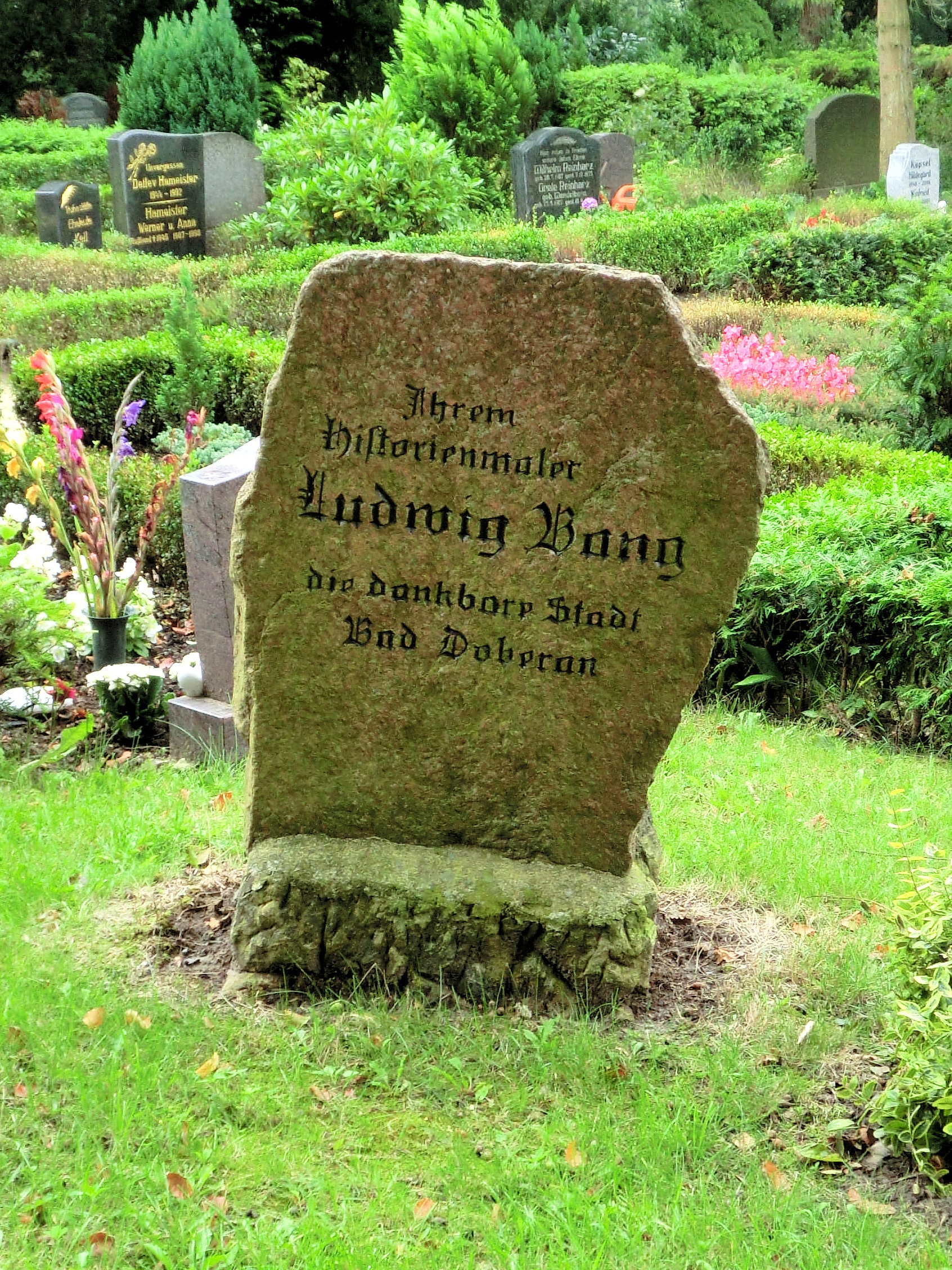
Grabstein von Ludwig Bang auf dem Neuen Friedhof in Bad Doberan

Ludwig Bang war Sohn eines Forstgärtners. Er besuchte das Katharineum zu Lübeck und studierte anschließend ab 1875 Malerei an der Akademie der Bildenden Künste München, wo er die Antikenklasse besuchte.
Er verlegte sich auf die Historienmalerei und schuf Wandgemälde in München, Nürnberg und in Luzern. Bang wanderte gegen Ende des 19. Jahrhunderts in die Vereinigten Staaten aus. In Toledo (Ohio) ist er von Mitte der 1890er Jahre zumindest bis 1906 als Maler tätig gewesen, wo er Porträts, Landschaften und Genreszenen malte und mit der Toledo Artists Association ausstellte. Auch als Buchillustrator wurde er dort tätig. Eines seiner Skizzenbücher ist in der Toledo-Lucas County Public Library erhalten. 
1914, kurz vor Ausbruch des Ersten Weltkriegs, kehrte er nach Doberan zurück, wo er Landschaftsbilder und Bilder nach Motiven der mecklenburgischen Sagenwelt schuf, die auch in die Sammlungen des Staatlichen Museums Schwerin gelangten.

## Werke

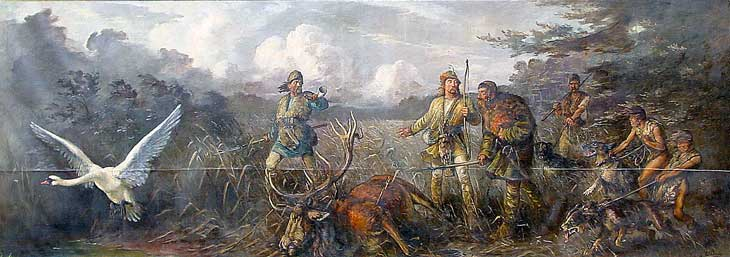
Heinrich Borwins Schwur

- Heinrich Borwins Schwur, auch: Die Legende von Doberan[5], 2 × 6 m, Neues Rathaus (Bad Doberan) (1915)
- Die Legende der Gründung vom Heiligen Damm[6]